# Scarlet Leaves
Scarlet Leaves — гурт, що був створений 2001 року Одрет Хаас і Жаном у Сан-Паулу, Бразилія. Після деяких експериментів його формування гурт стабілізується з Одре на гітарі, Жаном на синтезаторі та Клаудією на вокалі. Основними характеристиками музики є дисонанси клавішних і гітар, окрім природного відтінку прекрасного та ангельського жіночого вокалу, який таким чином утворює справжній дзвінкий туман.
Маючи музичний вплив готичного року 90-х, темної хвилі й етеріалу, Scarlet Leaves можуть звучати оригінально навіть у традиційному стилі, і вони з теплою сприйнятливістю створили своє ім’я завдяки презентаціям на альтернативній арені Сан-Паулу. У 2005 році гурт потрапляє в студію і записує свій перший офіційний запис. Демо-CD Compilation Of Early Dreams представляє своїм слухачам 5 треків, де гурт може показати тонку атмосферу свого музичного всесвіту.

## Учасники
- Клаудія О Гізі (Claudia O Ghisi) — вокал і написання пісень
- Одрет Хаас (Audret Haas) — клавішні, програмування та написання пісень
- Аліса Нідерауер (Alice Niederauer) — гітара, написання пісень
- Пауліньо Пвіка (Paulinho Pwyka) — бас, програмування

колишні
- Жан (Jean) — клавішні, написання пісень (2001–2008)
- Денні (Danny) — Басс (2006-2010)

## Дискографія

### Повні альбоми
- Outlining States Of Mind — 2008
- Deep Sad Frustration — 2015

### Сингли та EP
- Compilation Of Early Dreams — 2005
- Believe — 2013